# C7orf65
C7orf65 (англ. Chromosome 7 open reading frame 65) – білок, який кодується однойменним геном, розташованим у людей на 7-й хромосомі. Довжина поліпептидного ланцюга білка становить 151 амінокислот, а молекулярна маса — 16 773.
| 10         |  | 20         |  | 30         |  | 40         |  | 50         |
| ---------- |  | ---------- |  | ---------- |  | ---------- |  | ---------- |
| MRMAPTESTE |  | GRRLWPGPRE |  | GGSGKETTSE |  | KLSNLPRPHS |  | YSPKRADAES |
| FRGVPAAFKK |  | CREVFRACWG |  | SRELLFLFKA |  | ISEAGPAQNS |  | CGITLEKAGG |
| LEDTGSHWLS |  | WARCKVLYIN |  | GFTDPWKDAQ |  | AWILIVSCKK |  | GKGTPEREGR |
| N          |  |            |  |            |  |            |  |            |

A: Аланін

C: Цистеїн

D: Аспарагінова кислота

E: Глутамінова кислота

F: Фенілаланін

G: Гліцин

H: Гістидин

I: Ізолейцин

K: Лізин

L: Лейцин

M: Метіонін

N: Аспарагін

P: Пролін

Q: Глутамін

R: Аргінін

S: Серин

T: Треонін

V: Валін

W: Триптофан